# Josep Vivó i Llupià
Josep Vivó i Llupià (Capellades, 1900 – data desconeguda de la mort) fou ordenat capellà abans de l'esclat de la Guerra Civil espanyola. Iniciat el conflicte i amagat a Barcelona, procurà escapar a la persecució religiosa desfermada tot legalitzant la seva situació, en el context de la sindicació obligatòria, com a professor de música i auxiliar de farmàcia, avalat per l'establiment farmacèutic de Ròmul Laporta, al carrer d'Horta de Barcelona. El mateix mes de gener de 1939, una vegada ocupada Barcelona per les tropes franquistes, reprengué les seves funcions clericals a Hostalets de Pierola i la seva comarca. El juliol de 1948 fou proveït com a rector de l'església de la Mare de Déu de Lourdes de Barcelona, parròquia que continuava servint el 1959. En nom seu, la seva germana Avelina mantingué durant alguns mesos correspondència amb Victorià Freixa i Marsal (nascut a Lleida el 1908), un dels seixanta-set capellans que participaren en l'anomenada Divisió Blava i un dels dos únics que moriren a Rússia. S'incorporà com a tinent al Regiment 269 el març de 1942 i morí el gener de l'any següent com a conseqüència d'un atac soviètic.

## Fons personal
El seu fons personal es conserva a l'Arxiu Nacional de Catalunya des del seu ingrés el 2010. El fons aplega una part de la documentació produïda i aplegada per Josep Vivó i Llupià, així com la correspondència rebuda per la seva germana del capellà Victorià Freixa Marsal entre l'agost de 1942 i fins a la seva mort al front rus el 22 de gener de 1943, testimoni de la participació dels catalans en les unitats de xoc a la batalla de Rússia. El fons inclou la documentació del servei militar de Josep Vivó i un salconduit del gener de 1939 per incorporar-se a la parròquia dels Hostalets de Pierola. Així mateix, s'hi troba un certificat de treball de la Generalitat de Catalunya i un altre de la farmàcia Sepúlveda de Barcelona, on s'acredita la seva, sembla, falsa activitat professional com a auxiliar de farmàcia. A més de la correspondència rebuda del capellà falangista Victorià Freixa, el fons aplega la comunicació de la seva mort al front rus, així com dues cartes rebudes per Joan Costa i Simon de familiars i soldats catalans del bàndol franquista. Finalment, el fons incorpora també la documentació sindical acumulada per Josep Vivó durant els anys de la Guerra Civil espanyola. En definitiva, el fons permet, a més d'una aproximació a un dels participants a la Divisió Blava, testimoniar les estratègies d'un clergue per escapar a la persecució religiosa desfermada durant els anys del conflicte de 1936 – 1939.